# Пэриш, Джон
Джон Пэриш (англ. John Parish; род. 11 апреля 1959 года, Йовиль (англ.), Англия, Великобритания) — английский музыкант, автор-исполнитель, композитор и музыкальный продюсер. Пэриш известен прежде всего работой с автором-исполнителем PJ Harvey. Он также работал со многими другими группами, включая Eels, Tracy Chapman, Giant Sand и Sparklehorse. Его сестра — актриса Сара Пэриш. Пэриш живет в Бристоле, Великобритания.

## Карьера
Его первой записью был сингл «Mind Made» британской нью-вейв-группы Thieves Like Us (1980). В 1982 году он сформировал группу Automatic Dlamini вместе с Робом Эллисом. Изменяющийся состав Automatic Dlamini включал Полли Харви с 1988 по 1991 год. Automatic Dlamini записали три альбома: The D is For Drum (1987), Here Catch Shouted his Father (1990 — не выпущен, но доступен как бутлег), и From A Diva to a Diver (1992). К моменту выхода From A Diva to a Diver Харви ушла, чтобы сформировать трио PJ Harvey с бывшими участниками Automatic Dlamini Робом Эллисом и Йеном Олливером, а Пэриш играл на гитаре с группой Марка Морлэнда The Ensenada Joyride.
В 1986 году Пэриш начал заниматься продюсированием, и работал с британскими группами, включая The Chesterfields, The Brilliant Corners, The Caretaker Race и The Becketts. В 1995 году стал сопродюсером альбома PJ Harvey To Bring You My Love, где также играл на гитаре, ударных, перкуссии и органе. Он стал соавтором и продюсером на альбоме The Eels Souljacker (2001), а также играл на гитаре в мировом турне в поддержку альбома. Он продюсировал и играл на нескольких альбомах автора-исполнителя Хоу Гелба и его группы Giant Sand, и часто выступает с ними на сцене. Пэриш спродюсировал альбом Giant Sand Chore of Enchantment (2000), а фотография его свадьбы в городе Тусон в 1998 году использовалась в качестве обложки для переиздания альбома в 2011 году.
Он также начал работать композитором кино в 1998 году, написав партитуру для дебютного фильма бельгийского режиссера Патриса Туа Рози. Партитура Пэриша получила «Специальный приз жюри» (Jury Special Appreciation prize) на Боннской биеннале музыки и кино (Bonn Film & TV Music Biennale) в 1999 году. С тех пор он поучаствовал в создании других фильмов и голландском телесериале из семи частей Waltz (2006).
Пэриш работал над семью альбомами с PJ Harvey, включая два совместно написанных альбома: Dance Hall at Louse Point (1996) и A Woman a Man Walked By (2009). Он играл в гастрольной группе PJ Harvey на гитаре, ударных и клавишных с 1994 по 1999, с 2009 по 2012 и с 2015 по 2017 год. Он был сопродюсером и играл на альбомах: To Bring You My Love (1995), White Chalk (2007), The Hope Six Demolition Project (2016), и стал одним из лауреатов премии Mercury Prize за альбом Let England Shake (2011).

## Неполная дискография

### Сольные альбомы
| - Rosie (2000) - How Animals Move (2002) - Once Upon a Little Time (2005) | - She, A Chinese Original Soundtrack (2010) - Screenplay (2013) - Bird Dog Dante (2018) |

### Сотрудничество

#### PJ Harvey
- PJ Harvey — To Bring You My Love (1995): продюсер, гитара, орган, перкуссия, барабаны
- John Parish & Polly Jean Harvey — Dance Hall at Louse Point (1996): автор, продюсер, различные инструменты
- PJ Harvey — Is This Desire? (1998): различные инструменты
- PJ Harvey — White Chalk (2007): продюсер
- PJ Harvey & John Parish — A Woman a Man Walked By (2009): автор, продюсер, различные инструменты
- PJ Harvey — Let England Shake (2011): продюсер, гитара, барабаны, вокал, клавишные, тромбон
- PJ Harvey — The Hope Six Demolition Project (2016): сопродюсер, различные инструменты, бэк-вокал

| - Spleen — Soundtrack To Spleen (1997): соавтор, гитара, перкуссия - Spleen — Little Scratches (1998): соавтор, гитара, перкуссия - Jennie DeVoe — Fireworks and Karate Supplies (2004): продюсер - Jennie DeVoe — Strange Sunshine (2009): продюсер - Jennie DeVoe — Radiator: The Bristol Sessions (2014): продюсер | - Thou — Put Us in Tune (2000): продюсер, сведение - Thou — I like Girls in Russia (2004): продюсер - Nada — Tutto l'amore che mi manca (2004): продюсер - Nada — È un momento difficile, tesoro (2019): продюсер, различные инструменты |

#### Afterhours
- Afterhours — Ballate per piccole iene (2005): продюсер, гитара в песне Ballata per la mia piccola iena
- Afterhours — I Milanesi Ammazzano il sabato (14 ricette di quotidiana macabra felicità) (2008): продюсер

#### Aldous Harding
| - Aldous Harding — Party (2017): продюсер | - Aldous Harding — Designer (2019): продюсер |

#### Другие
| - 16 Horsepower — Low Estate (1997): продюсер, различные инструменты - Giant Sand — Chore of Enchantment (2000): продюсер - Bettie Serveert — Private Suit (2000): продюсер - Goldfrapp — Felt Mountain (2000): гитара, барабаны - Eels — Souljacker (2001): продюсер, соавтор, различные инструменты - Dominique A — Auguri (2001): продюсер, различные инструменты - Morning Star — My Place in The Dust (2001): продюсер - Sparklehorse — It's a Wonderful Life (2001): сопродюсер, различные инструменты - Tracy Chapman — Let it Rain (2002): продюсер - Morning Star — The Opposite is True (2004): продюсер - M. Ward — Transistor Radio (2005) : барабаны - Dionysos — Monsters in Love (2005): продюсер - Tom Brosseau — Cavalier (2007): продюсер - Magic Rays — Off the Map (2007): продюсер - Marta Collica — Pretty and Unsafe (2007): продюсер - This Is The Kit — Krulle Bol (2008): продюсер, барабаны - Cesare Basile — Storia di Caino (2008): продюсер, гитара - Marta Collica — About Anything (2009): продюсер | - Maika Makovski — Maika Makovski (2010): продюсер, гитара, барабаны, бас, банджо - Kira — Look Up Ahead (2010): продюсер - Zender — Sunday Kids (2010): сведение - Nive Nielsen and The Deer Children — Nive Sings (2010): барабаны, гитара, бонго (на девяти треках) - Peggy Sue — Acrobats (2011): продюсер - M. Ward — Primitive Girl on A Wasteland Companion (2012): барабаны, перкуссия - Arno — Future Vintage (2012): продюсер, гитары, барабаны - KT Tunstall — Invisible Empire // Crescent Moon (2013) - Jay Diggins — Searching (2013): сопродюсер с Джеем Диггинсом, различные инструменты - Mazgani — Common ground (2013): сопродюсер с Миком Харви, различные инструменты - Jenny Hval — Innocence is Kinky (2013): продюсер, гитара, барабаны, вариофон - Rokia Traore — Beautiful Africa (2013): продюсер - Perfume Genius — «Too Bright» (2014): барабаны - Playing Carver (2014): продюсер, гитара, вокал |